# Die Kleine
Die Kleine ist ein bulgarischer Liebesfilm von Nikola Korabow aus dem Jahr 1959.

## Handlung
Lada steht kurz vor ihrem Schulabschluss. Sie lebt mit ihrem Vater Echo Sokerow, ihrem Bruder Mirtscho und dessen Frau Sora sowie ihrem Bruder Weselin und dessen Frau Nella in einem Haus. Ladas Mutter ist früh verstorben und so zog der Vater, der Inhaber einer Fachbuchhandlung ist, das Mädchen alleine groß. Mit seinen Kindern hat Echo viel vor: Mirtscho ist Schriftsteller und bringt bald ein neues Buch heraus. Weselin arbeitet als Arzt und der Vater will ihm über seine Beziehungen die Stelle als Assistent des Professors verschaffen, da der Professor ein früherer Schulkamerad ist. Weselin jedoch hat bei seiner letzten Operation einen Fehler gemacht und fürchtet nun die Konsequenzen. Lada wiederum soll nach dem Willen des Vaters eine gute Partie machen. Er plant, sie mit Mirtschos Freund Antow Monka zu verheiraten, auch wenn Lada davon nichts weiß. Sie wird eines Tages nach der Schule von einem ihr fremden Mann abgepasst. Er stellt sich ihr als Boris vor und gesteht, sie schon lange zu lieben und oft vor der Schule gewartet zu haben, sich jedoch nie getraut zu haben, sie anzusprechen. Beide gehen gemeinsam durch die Stadt, auch wenn Lada weiß, dass sie zum Abendessen zuhause sein muss. Ihr Vater hat ein großes Abendessen geplant, wo er wieder einmal seine Beziehungen spielen lassen will. Unter anderem hat er Antow und den Professor eingeladen.
Lada und Boris gehen zu einem Tabakkontor, wo Boris Lada seinem besten Freund, dem Lagerleiter Ketinow vorstellt. Kurz darauf hören Lada und Boris in einem Haus des Kontors ein Baby schreien. Sie finden ein Mädchen, das laut beigelegtem Brief unehelich zur Welt gebracht und aus Angst vor der Familienschande ausgesetzt wurde. Lada beschließt, das Baby mit nach Hause zu nehmen. Sie weiß, dass Weselin und Nella sich immer ein Kind gewünscht haben. Viel zu spät kommt Lada nach Hause und sieht Antow nur kurz, bevor er geht. Das Kind wird von Nella versorgt, die sich sofort eine gemeinsame Zukunft mit dem Mädchen ausmalt. Einige Tage später sucht Lada jedoch Boris auf und teilt ihm mit, dass das Mädchen in ein Kinderheim gebracht wurde, weil Vater Echo keine fremden Kinder im Haus haben will. Lada und Boris kaufen dem Kind Spielzeug und bringen es abends zum Heim, doch wissen sie nicht, dass das Mädchen aufgrund der langen Zeit in der Kälte schwer erkrankt ist. Der Heimarzt bittet sie, sich bis zum nächsten Tag einen Namen für das Mädchen auszudenken. Lada und Boris gehen zu Ladas Haus, doch brennt im Zimmer des Vaters noch Licht. Lada will warten, bis ihr Vater zu Bett gegangen ist. Sie zieht sich mit Boris in eine alte Garage zurück und beide suchen in einem dort abgestellten Wagen nach einem Namen für das Mädchen. Nach einigen Vorschlägen küssen sie sich und Lada ist so überrascht wie glücklich. Später tanzt sie in ihrem Zimmer euphorisch, wird jedoch von ihrem Bruder Weselin unterbrochen. Sie gesteht ihm, dass sie sich in Boris verliebt habe. Weselin wiederum will ihr von der Last berichten, die er mit der verpfuschten Operation auf sich genommen hat, doch erscheint der Vater. Echo stellt Lada zur Rede, da sie mit einem fremden Mann gesehen wurde. Sie erzählt ihm von ihrer Liebe zu Boris und der Vater deutet an, dass es einer der Männer sein wird, die mit Frauen nur spielen. Lada wird nun auf Anweisung des Vaters von Mirtscho überwacht. Sie geht am nächsten Tag zur Lamartinestraße, in der Fernmeldetechniker Boris unter Tage an einer Leitung arbeitet. Es kommt zu einer Explosion, bei der Boris an beiden Händen verletzt wird. Lada kümmert sich rührend um ihn und plant nun, jeden Nachmittag zu ihm zu kommen und den Haushalt zu besorgen.
Weselin nimmt an der Patientin in Beisein des Professors eine zweite Operation vor und kann damit den Fehler der ersten Operation wiedergutmachen. Nur er und der Professor wissen von dem schweren Fehler, der Weselin bei der ersten Operation unterlaufen war. Weselin ist sich sicher, durch Echos Beziehungen dennoch den Assistenzposten zu bekommen, will jedoch auf die Protektion des Vaters verzichten. Seiner Frau gesteht er, lieber wie geplant Landarzt zu werden. Boris wiederum sucht Lada zu Hause auf, doch schickt Echo ihn fort, da Lada nicht da sei. Sie ist jedoch im Haus und Boris kann sie hören. Lada ist über das Verhalten ihres Vaters am Boden zerstört. Mirtscho erklärt ihr, dass es nur zu ihrem Besten sei: Boris habe drei Jahre lang eine Freundin in Ladas Alter gehabt, sie jedoch kurz vor der geplanten Hochzeit für Lada verlassen. Lada glaubt ihrem Bruder und hält von nun an Abstand zu Boris. Er wartet vor der Schule auf sie, nachdem sie ihre Abschlussprüfung bestanden hat. Nun könnte sie ohne Intervention des Vaters entscheiden. Sie wendet sich von ihm ab, folgt ihm jedoch, als er ihr erzählt, dass es dem kleinen Mädchen schlecht gehe. Er spendet für das Baby Blut und Lada, vollkommen verwirrt, eilt schließlich davon. Sie fährt mit Antow, ihrem Bruder Mirtscho und dessen Frau Sora nach Warna in den Urlaub. Echo will, dass Mirtscho während der Urlaubstage Antow und Lada verkuppelt und richtet bereits ihre Zimmer für die Rückkehr vor. Auf Anraten seines Freundes Ketinow fährt auch Boris nach Warna, um für Lada zu kämpfen. Es stellt sich heraus, dass Antow in Lada noch ein Kind sieht und viel mehr an Sora interessiert ist. Lada berichtet Boris wiederum von allem, was Martscho über ihn erzählt habe und Boris deckt die Lügen auf. In Echos Haus treffen nun nach und nach wieder die Kinder ein. Weselin und Nella haben die Kleine aus dem Heim geholt und wollen sie adoptieren. Echos Meinung ist ihnen nun egal, da sie sowieso nicht mehr in seinem Haus leben wollen. Mirtscho kehrt betrunken und vorzeitig aus Warna zurück. Er hat seine Frau an Antow verloren und bricht zusammen. Lada erscheint und stellt Mirtscho wegen seiner Lügen zur Rede, doch klagt er Echo an, der auf den Lügen über Boris bestanden habe. Mirtscho und auch Lada verlassen das Haus des Vaters, der alleine zurückbleibt. Lada geht zu Boris und wird bei ihm bleiben. Der Sprecher wünscht den jungen Leuten Glück und Erfolg im neuen Leben.

## Produktion
Die Kleine wurde vom Spielfilmstudio Sofia produziert. Der Film kam am 4. Mai 1959 in die bulgarischen Kinos und erschien am 12. Februar 1960 auch in den Kinos der DDR. Am 8. Juli 1960 lief der Film auf DFF 1 erstmals im Fernsehen der DDR.

## Synchronisation
Die Synchronisationsregie führte Ilse Stobrawa, die Dialoge der deutschen Fassung des DEFA-Studios für Synchronisation (Atelier Weimar) schrieb Erika Hirsch.
| Rolle    | Darsteller           | Synchronsprecher |
| -------- | -------------------- | ---------------- |
| Lada     | Margarita Ilijewa    | Helga Panholte   |
| Boris    | Anani Jawaschew      | Winfried Wagner  |
| Ketinow  | Iwan Dimow           | Gerhard Bienert  |
| Sokerow  | Stefan Gadularow     | Alfred Bohl      |
| Mirtscho | Georgi Kalojantschew | Martin Trautwein |
| Weselin  | Emil Grekow          | Werner Ehrlicher |
| Nella    | Julia Teofanowa      | Christa Körner   |
| Antow    | Spass Dshonew        | Fred Diesko      |
| Sora     | Liljana Botschewa    | Christa Pasemann |

## Kritik
Der film-dienst befand, dass Die Kleine „trotz großer Mängel durch die schauspielerischen Leistungen recht ansprechend“ sei. Andere Kritiker verglichen die Liebesgeschichte von Lada und Boris mit der von Romeo und Julia.